# وباء الإنفلونزا (1889–1890)

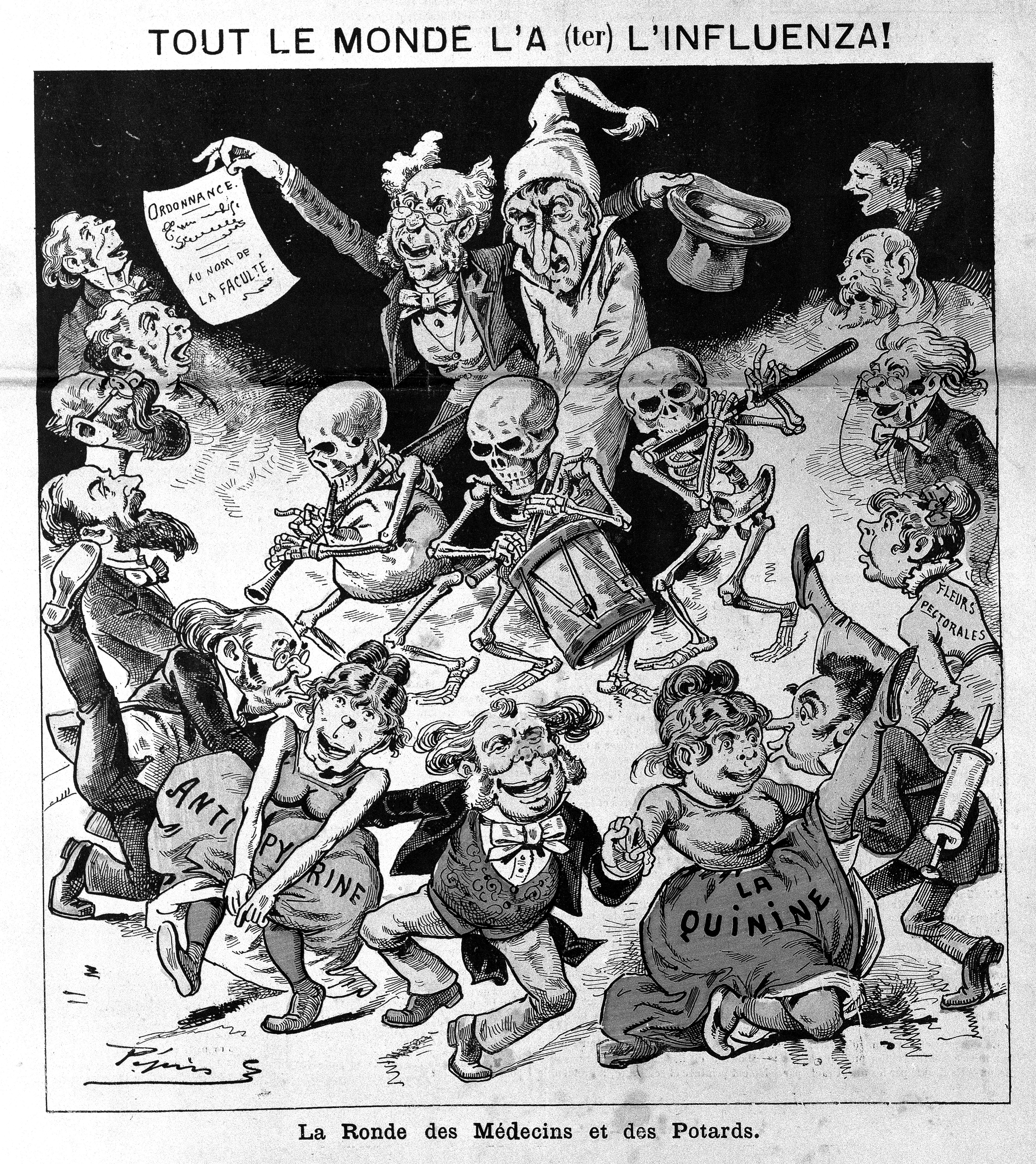
في 12 يناير 1890، طبعت مجلة باريس الساخرة لو غريلوت مصابًا بمرض أنفلونزا مؤسف يتنافس على طوله موكب من الأطباء والموسيقيين الهيكل العظمي وفتيات راقصات يمثلن الكينين والمضادات.

وباء الإنفلونزا الذي ظهر عامي 1889:1890  (من أكتوبر 1889 إلى ديسمبر 1890، وظهور جديد في مارس ويونيو 1891 ونوفمبر 1891 ويونيو 1892 وشتاء 1893:1894 وبداية 1895) كان وباء انفلونزا قاتل حيث قتل مليون شخص حول العالم، في فترة التفشي كان يطلق عليها انلفونزا آسيوية أو انلفونزا روسية وليس لها علاقة بوباء 1978:1977 التي سببها انلفونزا H1N1، والتي سميت أيضا بالإنفلونزا الروسية. لبعض الوقت كانت سلالة فيروس الإنفلونزا ترجح حدسيا لنوع فرعي من انلفونزا فيروس A نوع H3N8.

## التفشي والانتشار
ساعدت البنية التحتية للمواصلات الحديثة في انتشار انلفونزا 1889. كانت الدول التسعة عشر الأكبر في اوروبا منهم الامبراطورية الروسية التي كانت تمتلك 202 إلى 887 كيلو متر من السكك الحديدية والسفر الأطلسي بالمركب الذي يأخذ أقل من 6 أيام (لا يختلف بشكل كبير عن طريق السفر الجوى الحالى ويعطي مقياس عالمى لانتشار الوباء).
تم تسجيل أول حالة في سانت بطرسبورج روسيا في ديسمبر 1889 وفي خلال 4 شهور انتشر في نصف الكرة الشمالى. بلغ الموت ذروته في سانت بطرسبورج 1 ديسمبر 1889، في الويلات المتحده خلال أسبوع 12 يناير 1890كان متوسط الوقت بين الحالة المسجلة الأولى وذروة الوفيات 5 أسابيع.

## تعريف النوع الفرعي من الفيروس المسؤل
حاول الباحثون لسنوات عديدة تعريف النوع الفرعي من انفلونزا فيروس  A المسؤلة عن وباء انلفونزا 1889 – 1890و 1898- 1900 و 1918، في بداية الأمر كان هذا العمل مرتكز على تحديد المضادات الحيوية لعدوى الانلفونزا في مصل كبار السن وكان هذا خلال وباء 1889- 1890 المسبب بالنوع الفرعي لانفلونزاA  يسمي  H2، وكان وباء 1898-1900 بنوع فرعي آخر يسمي H3 و1918 بواسطة النوع الفرعي H1 بإثبات H1N1  كما في حالة وباء انلفونزا 1918 باتباع تعريف H1N1 استخرجت الأجسام المضادة من جثة؛ وإعادة تحليل البيانات البحثية أشارت إلى أن انلفونزا النوع الفرعي H3 (من الممكن أن يكون H3N8) في الغالب تشبه حالات وباء 1889-1890.

## حالات الموت البارزة
حالات الوباء الأولى:
1 يناير 1890 هنري ر. بيرسون، 15 يناير 1890 ووكر بلين، 22 يناير 1890آدم فورباغ، 22 فبراير 1890 بيل بلير، 12 مارس 1890 وليام ألين،26 مارس 1890 سبير أفريكان، 23 مايو 1890 لويس أرتان، 19 يوليو 1890 جيمس ب. ووكر.
تكرار الظهور
23 يناير 1891الأمير بودوان، بلجيكا، 10 فبراير 1891 صوفيا كوفاليفسكايا، 18 مارس 1891 وليام هيرندو، 8 مايو 1891 هيلينا بلافاتسكي، 15 مايو 1891 إدوين لونج، 3 يونيو 1891 أوليفر سانت جون، 9 يونيو 1891 هنري جوين ساتون، 1 يوليو 1891 فريدريك إدوارد مانبي، 20 ديسمبر 1891 جريسيل بيلي، 28 ديسمبر 1891 وليام آرثر وايت، 8 يناير 1892 جون تاي، 10 يناير 1892 جون جورج نايت، 12 يناير 1892 جان لويس أرماند،، 14 يناير 1892 الأمير ألبرت فيكتور، دوق كلارينس وأوفونديل، حفيد الملكة فيكتوريا، 17 يناير 1892 تشارلز، 20 يناير 1892 دوغلاس هاملتون، 12 فبراير 1892 توماس ستري هانت، 15 أبريل 1892 أميليا إدواردز، 5 مايو 1892 غوستافوس تشيني دواني، 24 مايو 1892 تشارلز آرثر برودووتر، 10 يونيو 1892 تشارلز فنري،21 أبريل 1893 إدوارد ستانلي، إيرل ديربي الخامس عشر، 7 أغسطس 1893 توماس بورغيس،31 أغسطس 1893 وليام كوزينز، 15 ديسمبر 1893 صموئيل لايك، 16 ديسمبر 1893 توم إدواردز موس، 3 يناير 1894 هينجرفورد كرو، بارون كرو الثالث، 24 يناير 1894 كونستانس فينيمور وولسون، 14 مارس 1894 جون ت. فورد، 19 يونيو 1894 وليام ماكروفت، 19 فبراير 1895 جون هولك، 1 مارس 1895 فريدريك تشابمان، 5 مارس 1895 السير هنري رولينسون، البارونة الأولى، 20 مارس 1895 جيمس سايم، 24 مارس 1895 جون ل. أوسوليفان، 2 أغسطس 1895 جوزيف طومسون.